# Langoljärerna (miniserie)
Langoljärerna (originaltitel: The Langoliers) är en amerikansk miniserie om två två-timmarsavsnitt. Den sändes i amerikansk TV första gången i maj 1995. Miniserien baseras på novellen Langoljärerna av författaren Stephen King.

## Handling
Den fullsatta nattflighten American Pride 29 lämnar Los Angeles International Airport mot Boston. Flygresan är händelselös och många passagerare somnar snart.
Dinah Bellman (Kate Maberly), en ung blind flicka på väg till en ögonoperation för att kanske återställa sin syn, vaknar och ber sin moster om lite vatten. När mostern inte svarar börjar Bellman ropa på hjälp. Ingen verkar höra henne, men flygkaptenen Brian Engle (David Morse) som är medresenär vaknar när han hör Bellmans rop på hjälp. Andra passagerare vaknar också, och de inser snabbt att kabinen bara innehåller nio personer. Engle och Nick Hopewell (Mark Lindsay Chapman) upptäcker att planet körs av en autopilot eftersom besättningen saknas.
Engle försöker omedelbart kontakta hjälp via radio men får inga svar - inte ens från Strategic Air Command, en organisation som aldrig är nedstängd. Det verkar inte finnas någon möjlighet att planet landat och sedan lyft igen utan att någon borde ha vaknat. Det ligger dessutom saker i de tomma sätena - inte bara saker som klockor, ringar och hörapparater utan även föremål som opererats in som syntetiska höftleder, tandbryggor och liknande.
De andra resenärerna börjar presentera sig själva: Bob Jenkins (Dean Stockwell) är en mysterieboksförfattare. Laurel Stevenson (Patricia Wettig) är lärarinna som uppger sig vara på sin första semester på åtta år, men skäms över sanningen - att hon ska träffa en man i Boston som hon brevväxlat med. Albert Kaussner (Christopher Collet) är en ung violinist på väg till musikskolan. Bethany Simms (Kimber Riddle)är en tonårig flicka med knarkproblem på väg till en släkting för att tas in på rehabiliteringsinstitut. Don Gaffney (Frankie Faison) är en maskinarbetare som är på väg för att hälsa på sitt barnbarn. En mörklynt affärsman vid namn Craig Toomey (Bronson Pinchot)säger inget. En hungrig man vid namn Rudy Warwick (Baxter Harris) sluter sig också till gruppen.
Kapten Engle bestämmer sig (mot Toomeys bestämda och högljudda invändningar) för att landa på Bangor International Airport i Bangor, Maine, eftersom han anser det vara för farligt att landa i Boston utan tekniska hjälpmedel, som verkar vara helt utslagna. Passagerarna spekulerar vilt om orsaken till sin situation - kärnvapenkrig, ett stressprov utfört av den amerikanska regeringen. När de väl landat och lämnat flygplanet börjar alla inse att något är mycket fel. Ljud saknar eko, mat är smaklös, normalt kolsyrade drycker är helt avslagna och tändstickor fungerar inte.
Dessutom hör den blinda Bellman ett otrevligt ljud som långsamt närmar sig. Jenkins börjar fundera på om de alla rest bakåt i tiden och anlänt i gårdagens värld - kall, död, tyst och övergiven. Jenkins föreslår också att de förmodligen rest genom en reva i tiden, en teori som Engle tror kan vara rätt, eftersom planet faktiskt flög genom något som av iakttagare beskrevs som Aurora borealis över Mojaveöknen. De inser snabbt att de måste ta sig tillbaka till revan för att återansluta sig till det normalatidsflödet.
I ett tumult där Toomey försöker ta Simms som gisslan blir Kaussner skjuten i bröstet, men kulan studsar utan att åsamka skada - till och med krutet i kulan är helt impotent. Kaussner medger att han efter att ha lyssnat på Jenkins teori inte trodde att vapnet kunde avfyras alls. Hopewell binder Toomey till händer och fötter.
För att kunna flyga tillbaka till tidsrevan måste de tanka flygplanet. Engle påpekar att om allt i denna värld redan var spenderat på samma sätt som krutet i Toomeys pistol, skulle flygbränslet i terminalen vara lika värdefullt som vatten. Kaussner, som noterar att det flygplan de just landad med ser mer verkligt ut , tar fasta på Jenkins teori och visar att deras eget tidsflöde fortfarande existerar inuti flygplanskroppen. Tidigare oanvändbara tändstickor fungerar inne i flygplanet.
Toomey, förklarar under tiden Langoljärernas syfte för Bellman och Stevenson - att äta upp alla lata och slöa människor i världen.
Sedan de två flickorna lämnat honom lyckas Toomey lösgöra sig och gömma sig med en kniv som han senare sticker i bröstet på Bellman, då han befarar att hon är chefslangoljären och alla de andra också är langoljärer. Han flyr snabbt. Gaffney och Kaussner ger sig iväg på jakt efter Toomey, men Toomey dödar Gaffney. Kaussner lyckas sedan slå ut Toomey. Hopewell dyker upp och vill döda Toomey, men han avstår då han minns Bellmans ord till honom: "Döda inte Toomey - vi behöver honom.".
De övriga passagerarna börjar tanka flygplanet medan Bellman telepatiskt förmår Toomey att springa ut på landningsbanan dit mötet han skulle till i Boston har flyttat. Ljudet från Langoljärerna blir under tiden allt starkare. Toomey berättar där för styrelsen, ledd av Stephen King i en cameoroll som styrelseordförande, att han med flit förlorat investeringspengar och kostat företaget miljoner dollar. Styrelseordföranden förvandlas då till Toomeys far, som förlöjligar och argt väser åt Toomey. Toomey förstår då att det hela var en illusion.
När Engle startar motorerna på det fulltankade planet börjar Langoljärerna gnaga hål och rännor i startbanan. Toomey möter sitt öde när han äts upp av två Langoljärer som följer honom då han försöker springa iväg. Jenkins drar slutsatsen att Langoljärerna är oändlighetens tidshållare som med största tänkbara effektivitet förstör dåtiden. 
När planet med nöd och näppe lyfter och börjar flyga tillbaka mot tidsrevan erkänner Hopewell för Engle att han egentligen är en lönnmördare och att han hade ett jobb att utföra i Boston. Bellman dör av sin knivskada. Jenkins upptäcker plötsligt ett fel i deras resonemang och precis innan de flyger tillbaka in i tidsrevan lyckas han övertala Hopewell och Engle att vända tillbaka - alla som inte sover genom revan kommer att försvinna. Engle listar ut att om kabintrycket sänks tillräckligt mycket kommer alla att somna av syrebrist, men någon måste vara vaken för att kunna återställa kabintrycket och styra planet genom revan. Hopewell, som letat efter ett sätt att sona för sina brott, anmäler sig som frivillig.
Väl genom revan försöker Engle kontakta LAX, men utan resultat. Besviken landar han planet och de kliver alla av. Där upptäcker Stevenson att ljud har betydligt mycket mer stuns än på föregående flygplats. De upptäcker även att mat har smak och att luften är tung av doften av flygbränsle. Jenkins teoretiserar att de flugit en absurt kort tid in i framtiden, och att den värld de nu befinner sig i väntar på att fångas upp i det normala tidsflödet. Ett ljud hörs även här, men till skillnad från det otäcka ljudet i Bangor är detta ljud ett skönt och mjukt surrande. De ställer sig mot en vägg i terminalbyggnaden och får i starka färger se hur världen runt dem kommer till liv.

## Om filmen
- De flesta scenerna filmades i och omkring Bangor International Airport, vilket också är flygplatsen i Stephen Kings hemort Bangor, Maine.
- Sin vana trogen har Stephen King en cameoroll i filmen.

## Rollista (i urval)
| Patricia Wettig      | – Laurel Stevenson        |
| Dean Stockwell       | – Bob Jenkins             |
| David Morse          | – flygkapten Brian Engle  |
| Mark Lindsay Chapman | – Nick Hopewell           |
| Frankie Faison       | – Don Gaffney             |
| Baxter Harris        | – Rudy Warwick            |
| Kimber Riddle        | – Bethany Simms           |
| Christopher Collet   | – Albert Kaussner         |
| Kate Maberly         | – Dinah Catherine Bellman |
| Bronson Pinchot      | – Craig Toomey            |
| Stephen King         | – Craig Toomeys chef      |